# Eurovision Song Contest 1981

Deltagande länder.
Länder som tävlat förut men inte deltog 1981.

Eurovision Song Contest 1981 sändes den 4 april 1981 från RDS Simmoncourt Pavilion i Dublin, Irländska republiken, i och med att Irländska republiken året innan hade vunnit med låten What's Another Year? av Johnny Logan. Programledare var Doireann Ní Bhríain. Kapellmästare var Noel Kelehan. Videovykort från Dublin, där artisterna delvis deltog, visades mellan bidragen.
Italien tappade intresse för tävlingen och drog sig ur. Marocko vägrade att vara med längre på grund av sin dåliga placering från föregående års tävling. Det blev Marockos enda deltagande, de har sen dess inte varit med.
Segraren detta år blev Bucks Fizz, som representerade Storbritannien, med den första twisten i festivalens historia, Making Your Mind Up. 
1978 hamnade Norge sist i tävlingen utan poäng. Samma sak hände denna tävling med den stillsamma låten Aldri i livet av Finn Kalvik.

## Bidragen
| Nr | Land           | Artist                            | Sång                           | Placering | Poäng |
| -- | -------------- | --------------------------------- | ------------------------------ | --------- | ----- |
| 1  | Österrike      | Marty Brem                        | Wenn du da bist                | 17        | 20    |
| 2  | Turkiet        | Modern Folk Trio & Ayşegül Aldinç | Dönme Dolap                    | 18        | 9     |
| 3  | Västtyskland   | Lena Valaitis                     | Johnny Blue                    | 2         | 132   |
| 4  | Luxemburg      | Jean-Claude Pascal                | C'est Peut-être pas L'Amérique | 11        | 41    |
| 5  | Israel         | Hakol Over Habibi                 | Ha'layla                       | 7         | 56    |
| 6  | Danmark        | Tommy Seebach & Debbie Cameron    | Krøller eller ej               | 11        | 41    |
| 7  | Jugoslavien    | Seid Memić Vajta                  | Lejla                          | 15        | 35    |
| 8  | Finland        | Riki Sorsa                        | Reggae OK                      | 16        | 27    |
| 9  | Frankrike      | Jean Gabilou                      | Humanahum                      | 3         | 125   |
| 10 | Spanien        | Bacchelli                         | Y solo tu                      | 14        | 38    |
| 11 | Nederländerna  | Linda Williams                    | Het is een wonder              | 9         | 51    |
| 12 | Irland         | Sheeba                            | Horoscopes                     | 5         | 105   |
| 13 | Norge          | Finn Kalvik                       | Aldri i livet                  | 20        | 0     |
| 14 | Storbritannien | Bucks Fizz                        | Making Your Mind Up            | 1         | 136   |
| 15 | Portugal       | Carlos Paião                      | Playback                       | 18        | 9     |
| 16 | Belgien        | Emly Starr                        | Samson                         | 13        | 40    |
| 17 | Grekland       | Yiannis Dimitras                  | Feggari Kalokerino             | 8         | 55    |
| 18 | Cypern         | Island                            | Monika                         | 6         | 69    |
| 19 | Schweiz        | Peter, Sue & Marc                 | Io Senza Te                    | 4         | 121   |
| 20 | Sverige        | Björn Skifs                       | Fångad i en dröm               | 10        | 50    |

## Omröstningen
Omröstningen blev komplicerad med en hel del missöden och tekniska fel. När Luxemburg hade avgett 10 poäng till Irland registrerades 310 poäng istället för 10 poäng, vilket rättades till efter ett kortare avbrott. Vidare tenderade poängen för Turkiet att försvinna vid flera tillfällen, och var nollställd när tävlingen var över. Grekland fick åtta poäng av Storbritannien vilket inte registrerades förrän mycket längre fram i tävlingen.
Fram till och med 1979 hade omröstningen gått till så att länderna hade fått sina poäng i slumpvis ordning (sålunda kunde 12-poängaren mycket väl ha delats ut före 1-poängaren). Detta ändrades till 1980 års festival till det nuvarande systemet, där poängen ges ut i ordning med 1 poäng först och 12 poäng sist. Österrike och Israel hade glömt att denna regel hade införts, vilket krävde korrigering.
När Jugoslavien skulle kontaktas fick man först problem att få kontakt med landet. Efter några försök kom man dock fram och när programledaren bad om rösterna svarade representanten I don't have it, varpå publiken bröt ut i storskratt. Vad som egentligen hände var att Helga Vlahović, som skulle avlägga Jugoslaviens röster, hade två förbindelser till Dublin, en till programledaren och en till EBU:s tekniker. Precis innan hon skulle avlägga rösterna, tappade hon kontakten med programledaren, och fick av teknikerna uppmaningen att hänga kvar på tråden Stay online varpå hon svarade I don't have it, vilket gjorde att svaret i själva verket inte var något svar på programledarens önskan att få rösterna (det blev sålunda ett olyckligt, men även humoristiskt sammanträffande). Efter detta missöde höll man på att tappa Jugoslavien på nytt, vilket ledde till ett missförstånd till, vilket fick publiken att skratta på nytt.
Omröstningen blev för övrigt mycket spännande. Frankrike tog ledningen efter första omgången, Västtyskland efter andra, sedan Frankrike på nytt. Irland tog över ledningen vid sjätte omgången, sedan Frankrike på nytt efter åttonde omgången för att tappa den direkt i nästa omgång till Storbritannien. Vid fjortonde omgången gick ledningen över till Schweiz och sedan till Storbritannien igen vid omgång sexton. Vid artonde omgången delade Storbritannien, Västtyskland och Schweiz ledningen varpå Storbritannien tog en ensam ledning i den näst sista omgången. Denna höll man sedan fast vid tack vare 8 poäng av sist röstande Sverige - trots att Västtyskland samtidigt belönades med 12 poäng och därmed slutade tvåa, fyra poäng efter segraren.
| Startordning | Startordning   | Röster | Röster | Röster | Röster | Röster | Röster | Röster | Röster | Röster | Röster | Röster | Röster | Röster | Röster | Röster | Röster | Röster | Röster | Röster | Röster | Röster |
| Startordning | Startordning   | Totalt | AT     | TR     | DE     | LU     | IL     | DK     | YU     | FI     | FR     | ES     | NL     | IE     | NO     | UK     | PT     | BE     | GR     | CY     | CH     | SE     |
| ------------ | -------------- | ------ | ------ | ------ | ------ | ------ | ------ | ------ | ------ | ------ | ------ | ------ | ------ | ------ | ------ | ------ | ------ | ------ | ------ | ------ | ------ | ------ |
| Bidrag       | Österrike      | 20     |        | 6      | -      | -      | -      | 1      | -      | -      | 5      | 6      | -      | -      | -      | -      | -      | -      | -      | -      | -      | 2      |
| Bidrag       | Turkiet        | 9      | -      |        | -      | 1      | -      | -      | 3      | 5      | -      | -      | -      | -      | -      | -      | -      | -      | -      | -      | -      | -      |
| Bidrag       | Västtyskland   | 132    | 5      | 12     |        | 3      | 8      | 8      | 2      | 7      | 8      | 12     | 3      | 6      | 4      | 7      | 12     | 10     | 5      | 8      | -      | 12     |
| Bidrag       | Luxemburg      | 41     | 10     | -      | 5      |        | 3      | -      | -      | 4      | 3      | 1      | -      | -      | -      | -      | 4      | -      | -      | -      | 6      | 5      |
| Bidrag       | Israel         | 56     | 8      | -      | -      | 4      |        | -      | -      | 6      | -      | -      | 7      | 7      | 8      | 4      | 5      | -      | -      | -      | 4      | 3      |
| Bidrag       | Danmark        | 41     | -      | 1      | 1      | 7      | -      |        | -      | -      | 4      | 3      | 2      | -      | -      | 5      | 2      | 12     | -      | -      | -      | 4      |
| Bidrag       | Jugoslavien    | 35     | -      | 4      | -      | -      | -      | -      |        | 8      | -      | -      | -      | 2      | 1      | -      | -      | 5      | 2      | 3      | 10     | -      |
| Bidrag       | Finland        | 27     | -      | -      | -      | -      | 2      | -      | -      |        | 1      | 2      | 5      | 5      | -      | -      | 1      | -      | -      | -      | 5      | 6      |
| Bidrag       | Frankrike      | 125    | 12     | -      | 12     | 12     | 7      | 2      | 4      | 10     |        | -      | 6      | 4      | 5      | 1      | 10     | 3      | 8      | 7      | 12     | 10     |
| Bidrag       | Spanien        | 38     | -      | 10     | -      | -      | 6      | -      | -      | -      | -      |        | 4      | 3      | 10     | -      | 3      | -      | -      | -      | 2      | -      |
| Bidrag       | Nederländerna  | 51     | 3      | 5      | 3      | -      | 4      | 7      | -      | -      | 2      | 7      |        | -      | -      | 6      | 7      | 2      | 3      | 2      | -      | -      |
| Bidrag       | Irland         | 105    | 7      | 3      | 6      | 10     | 10     | 12     | 5      | -      | 6      | 5      | 10     |        | -      | -      | -      | 1      | 10     | 12     | 1      | 7      |
| Bidrag       | Norge          | 0      | -      | -      | -      | -      | -      | -      | -      | -      | -      | -      | -      | -      |        | -      | -      | -      | -      | -      | -      | -      |
| Bidrag       | Storbritannien | 136    | 4      | 8      | 4      | 5      | 12     | 10     | 10     | 3      | 7      | 8      | 12     | 10     | 3      |        | 6      | 8      | 6      | 4      | 8      | 8      |
| Bidrag       | Portugal       | 9      | -      | -      | 8      | -      | -      | -      | -      | -      | -      | -      | -      | -      | -      | -      |        | -      | 1      | -      | -      | -      |
| Bidrag       | Belgien        | 40     | 1      | 7      | -      | -      | 1      | 6      | 8      | 2      | -      | -      | -      | -      | -      | 3      | -      |        | 7      | 5      | -      | -      |
| Bidrag       | Grekland       | 55     | 6      | -      | 2      | 6      | -      | -      | 1      | -      | -      | 10     | -      | 1      | 2      | 8      | -      | 6      |        | 6      | 7      | -      |
| Bidrag       | Cypern         | 69     | -      | -      | -      | -      | 5      | 3      | 6      | -      | -      | -      | 8      | 8      | 7      | 10     | -      | 7      | 12     |        | 3      | -      |
| Bidrag       | Schweiz        | 121    | 2      | 2      | 7      | 8      | -      | 4      | 12     | 12     | 10     | 4      | 1      | 12     | 12     | 12     | 8      | -      | 4      | 10     |        | 1      |
| Bidrag       | Sverige        | 50     | -      | -      | 10     | 2      | -      | 5      | 7      | 1      | 12     | -      | -      | -      | 6      | 2      | -      | 4      | -      | 1      | -      |        |

### 12-poängare
| Antal | Tävlande land  | Länder som gav 12 poäng                             |
| ----- | -------------- | --------------------------------------------------- |
| 5     | Schweiz        | Finland, Irland, Jugoslavien, Norge, Storbritannien |
| 4     | Frankrike      | Luxemburg, Schweiz, Västtyskland, Österrike         |
| 4     | Västtyskland   | Portugal, Spanien, Sverige, Turkiet                 |
| 2     | Irland         | Danmark, Cypern                                     |
| 2     | Storbritannien | Israel, Nederländerna                               |
| 1     | Cypern         | Grekland                                            |
| 1     | Danmark        | Belgien                                             |
| 1     | Sverige        | Frankrike                                           |

## Återkommande artister
| Artist                    | Land           | Tidigare år                                 |
| ------------------------- | -------------- | ------------------------------------------- |
| Tommy Seebach             | Danmark        | 1979                                        |
| Maxi (Sheeba)             | Irland         | 1973                                        |
| Jean-Claude Pascal        | Luxemburg      | 1961 (vinnare)                              |
| Peter, Sue & Marc         | Schweiz        | 1971, 1976, 1979 (med Pfuri, Gorps & Kniri) |
| Cheryl Baker (Bucks Fizz) | Storbritannien | 1978 (medlem i Co-Co)                       |
| Björn Skifs               | Sverige        | 1978                                        |
| Marty Brem                | Österrike      | 1980 (medlem i Blue Danube)                 |